# تنگ‌راه
تنگ‌راه، روستایی است از توابع  شهرستان گالیکش  در استان گلستان ایران.

## جمعیت
این روستا در دهستان قراولان قرار داشته و بر اساس سرشماری سال ۱۳۸۵ جمعیت آن ۱٬۰۷۸ نفر (۲۹۲ خانوار)
بوده است.